# Jan Czepułkowski
Jan Czepułkowski (Maladzečna, 17 luglio 1930 – Varsavia, 26 gennaio 2016) è stato un sollevatore polacco.

## Carriera
Prese parte alle Olimpiadi di Melbourne nel 1956, classificandosi al sesto posto. Vinse la medaglia di bronzo ai campionati mondiali di Teheran nel 1957 e si aggiudicò un argento e un bronzo ai campionati europei tra il 1957 e il 1959.
Ha militato nell'AZS Varsavia e ha vinto il campionato polacco tre volte: nel 1954 e nel 1955 nei pesi leggeri (fino a 67,5 kg) e nel 1958 nei pesi medi (75 kg).
Dopo il ritiro dall'attività agonistica conseguì un dottorato in educazione sportiva, dedicandosi all'insegnamento, tenendo anche conferenze, presso l'Akademia Wychowania Fizycynego di Varsavia.
È sepolto al Cimitero Północnym di Varsavia.